# 17784 Банержее
17784 Банержее (17784 Banerjee) — астероїд головного поясу, відкритий 20 березня 1998 року.
Тіссеранів параметр щодо Юпітера — 3,497.